# Lisobuda, Korosten
Lisobuda (în ucraineană Лісобуда) este un sat în comuna Lisivșciîna din raionul Korosten, regiunea Jîtomîr, Ucraina.

## Demografie
Componența lingvistică a localității Lisobuda
     Ucraineană (100%)
Conform recensământului din 2001, toată populația localității Lisobuda era vorbitoare de ucraineană (100%).